# 重版出来！
《重版出來！》（日语：重版出来!）為日本漫畫家松田奈緒子創作的日本漫畫作品。於小學館發行的漫畫雜誌《月刊Big Comic Spirits》2011年11月號開始連載。本作品榮獲「日本經濟新聞工作漫畫類」第1名、「THE BEST MANGA 最該閱讀的漫畫」2014年第2名、「這本漫畫最厲害！男生版」2014年第4名、「專業書評達爾文雜誌」白金書籍及「漫畫大賞 2014年」第6名。2016年4月並由JNN（TBS電視台聯播網）改編為同名連續劇，翌年榮獲小學館漫畫賞一般向部門賞。2022年韓國SBS改編電視劇《今日的網漫》。2022年11月號時連載滿十周年，同時宣布劇情進入最終章。

## 劇情簡介
故事以漫畫雜誌出版社的編輯部為舞台。擔任新人漫畫編輯的黑澤心，為支持有心出道的漫畫家，結合出版業界的營業、宣傳、製版、印刷、設計、出版、銷售，劇中對漫畫自原稿至出版最終至上市的過程有完整描述。日文標題「重版出来」為中文「再版出爐」之意，即以相同版型、相同大小及相同裝訂工藝來印刷書籍。書籍能夠再版印刷亦為漫畫廣受讀者支持，銷售量好評的最佳明證。

## 登場人物
黑澤心
大型出版公司「興都館」漫畫雜誌《Vibes》編輯部的新人編輯。
五百旗頭敬
《Vibes》副總編輯。心的前輩，負責新人的教育指導。
和田靖樹
《Vibes》總編輯。阪神虎的死忠球迷。以打倒死對頭漫畫雜誌《Emperor》為目標。
小泉純
「興都館」的漫畫營業部的銷售業務員。

## 出版書籍
| 卷數 | 小學館         | 小學館                 | 青文出版社     | 青文出版社             |
| 卷數 | 發售日期       | ISBN                   | 發售日期       | ISBN / EAN             |
| ---- | -------------- | ---------------------- | -------------- | ---------------------- |
| 1    | 2013年3月29日  | ISBN 978-4-09-185040-9 | 2014年8月8日   | ISBN 978-986-356-114-9 |
| 2    | 2013年9月30日  | ISBN 978-4-09-185416-2 | 2014年12月20日 | EAN 471-8016-01095-6   |
| 3    | 2014年3月28日  | ISBN 978-4-09-186029-3 | 2015年5月16日  | EAN 471-8016-01288-2   |
| 4    | 2014年9月30日  | ISBN 978-4-09-186399-7 | 2015年10月22日 | EAN 471-8016-01500-5   |
| 5    | 2015年4月10日  | ISBN 978-4-09-186826-8 | 2016年12月19日 | EAN 471-8016-02106-8   |
| 6    | 2015年10月9日  | ISBN 978-4-09-187256-2 | 2017年4月19日  | EAN 471-8016-02245-4   |
| 7    | 2016年3月30日  | ISBN 978-4-09-187499-3 | 2017年9月18日  | EAN 471-8016-02528-8   |
| 8    | 2016年8月30日  | ISBN 978-4-09-187778-9 | 2018年3月19日  | EAN 471-8016-02836-4   |
| 9    | 2017年4月12日  | ISBN 978-4-09-189436-6 | 2018年6月19日  | EAN 471-8016-02969-9   |
| 10   | 2017年10月12日 | ISBN 978-4-09-189657-5 | 2018年9月10日  | ISBN 978-986-356-571-0 |
| 11   | 2018年5月11日  | ISBN 978-4-09-189872-2 | 2019年3月21日  | ISBN 978-986-356-833-9 |
| 12   | 2018年12月12日 | ISBN 978-4-09-860144-8 | 2019年8月19日  | ISBN 978-986-512-015-3 |
| 13   | 2019年6月12日  | ISBN 978-4-09-860312-1 | 2020年2月13日  | ISBN 978-986-512-220-1 |
| 14   | 2020年2月12日  | ISBN 978-4-09-860540-8 | 2020年11月16日 | ISBN 978-986-512-534-9 |
| 15   | 2020年8月7日   | ISBN 978-4-09-860693-1 | 2021年8月25日  | ISBN 978-626-3032996   |
| 16   | 2021年3月12日  | ISBN 978-4-09-860862-1 | 2022年5月30日  | ISBN 978-626-3222137   |
| 17   | 2021年9月10日  | ISBN 978-4-09-861143-0 | 2022年12月28日 | ISBN 978-626-3228719   |
| 18   | 2022年4月12日  | ISBN 978-4-09-861272-7 | 2023年4月17日  | ISBN 978-626-3407725   |
| 19   | 2022年12月12日 | ISBN 978-4-09-861482-0 | 2023年9月6日   | ISBN 978-626-3624801   |
| 20   | 2023年8月9日   | ISBN 978-4-09-862541-3 | 2024年5月20日  | ISBN 978-626-3835535   |

## 電視劇
《重版出來》，自2016年4月12日起毎週週二晚間10:00－10:54於TBS電視台聯播網的TBS週二連續劇時段播出。由首度擔任連續劇女主角的黑木華主演。劇中以漫畫編輯部為主要舞台、漫畫都是以原稿登場，其作品由藤子不二雄A、河合克敏、村上崇、乘附雅春、田中基之、結城正美、白川蟻等現役漫畫家繪製。這些作品隨後也在真正的漫畫週刊上刊登。

### 劇情概要
著名出版社「興都館」的漫畫編輯部新任編輯黑澤心，跟隨著資深編輯與銷售業務員，合力將新人漫畫家作品編輯成書。她與其他編輯、銷售業務員所面對的挑戰，每天都不斷重演：編輯為了等漫畫家的手稿，得配合漫畫家作息，日夜顛倒；每次推出新人漫畫作品時，出版社編輯部與銷售部就得展開「首刷到底要印幾本？」的角力戰爭；等新書印出後，銷售業務員又得整天走訪通路書店，鞠躬哈腰，拜託對方將書籍放在顯眼處⋯⋯

### 登場人物

#### 漫畫雜誌《Vibes》編輯部及興都館
- 黑澤心：黑木華（香港配音：詹健兒）

《Vibes》編輯部的新人編輯。
- 五百旗頭敬：小田切讓（香港配音：蘇強文）

「Vibes」副總編輯。負責心的教育指導。
- 小泉純：坂口健太郎（香港配音：陳灝瑋）

興都館漫畫銷售部的銷售業務員。
- 和田靖樹：松重豐（香港配音：朱子聰）

《Vibes》主編，有多年經驗。曾任《漫畫Flow》副總編。阪神虎的死忠球迷。
- 壬生平太：荒川良良（香港配音：劉奕希）

資深編輯。成田梅隆的責任編輯。
- 菊地文則：永岡佑（香港配音：李鎮然）

兼職編輯。八丹一雄的責任編輯。
- 安井昇：安田顯（香港配音：劉昭文）

資深編輯。曾為《漫畫Flow》編輯部編輯，雜誌停刊後調至《Vibes》編輯部。
- 久慈勝：高田純次（青年時期：平埜生成）（香港配音：盧國權；青年時期：梁偉德）

一身裝扮酷似清潔人員的興都館社長。出身自貧窮家庭，曾誤入歧途，幸得書本拯救了人生。
- 岡英二：生瀬勝久（香港配音：李錦綸）

興都館漫畫銷售部部長。

#### 漫畫家及助手
- 三藏山龍：小日向文世（香港配音：張炳強）

單行本銷售量30萬冊以上的招牌漫畫家。
- 高畑一寸：瀧藤賢一（香港配音：陳欣）

以出道作長期連載達10年廣受好評的當紅漫畫家。
- 成田梅隆：要潤（香港配音：李凱傑）

廣受漫畫界注目的帥哥漫畫家。
- 八丹一雄：前野朋哉（香港配音：巫哲棋）

漫畫家。三藏山的前助手。
- 中田伯：永山絢斗（香港配音：陳耀楠）

新人漫畫家。。
- 東江絹：高月彩良（香港配音：張頌欣）

新人漫畫家。
- 大塚蹴人：中川大志（香港配音：林筠翔）

新人漫畫家。本名大塚翔。
- 古館市之進：佐川真勝（香港配音：黃子敬）

78歲高齡新人漫畫家。
- 加藤了：橫田榮司（香港配音：張錦江）

於同社雜誌《漫畫Flow》連載漫畫的漫畫家，由安井擔任編輯。專畫棒球漫畫。
- 沼田渡：室剛（香港配音：蕭徽勇）

三藏山的第一助手，因個人因素於第七話離開三藏山，回老家繼承家業。
- 棚橋：今井隆文（香港配音：胡家豪）

三藏山的助手。
- 栗山：椿直（香港配音：黃積權）

三藏山的助手。
- 神原：松嶋亮太（香港配音：鄧志堅）

三藏山的助手。
- 田町幹夫：齋藤司（香港配音：陳永信）

自稱職業是「繪師」。
- 新橋壽：足立理

漫畫助理。

#### 瑛明社
- 見坊我無：土佐信道（音樂團體「明和電機」）（香港配音：潘文柏）

漫畫雜誌《Vibes》的敵對雜誌、瑛明社《週刊Emperor》的副總編輯。
- 町山：永岡卓也（香港配音：李致林）

瑛明社員工，《週刊Emperor》的銷售業務員。

#### 漫畫家相關
- 三藏山時枝：千葉雅子（香港配音：蔡惠萍）

三藏山的妻子。
- 木俣：中江有里（香港配音：沈小蘭）

心跟隨小泉行銷時所遇見的書店店員，負責漫畫採購業務。
- 金子怜子：橫澤夏子（香港配音：魏惠娥）

東江絹所屬的聖方濟卡女子大學「黑百合漫畫學會」的第25屆主席。
- 東江芳子：中島博子（香港配音：沈小蘭）

東江絹的母親。一直希望女兒能到穩定發展的企業就職。
- 後田亞佑（後田アユ）：蒔田彩珠 （幼少時期：岩本俐緒）（香港配音：凌晞）

牛露田的女兒，中學生。
- 後田祥子：赤江珠緒（香港配音：曾佩儀）

牛露田已過世的妻子，亞佑的母親。
- 安井雅美：内田慈（香港配音：朱妙蘭）

安井的妻子。
- 安井樹梨愛：齋花漣（香港配音：葉曉欣）

安井的女兒。

#### 其他人物
- 美里：野野澄花（香港配音：林元春）

小料理屋「重版」老闆娘。
- 河舞子：濱田麻里（香港配音：吳羨婷）

相當喜愛動畫的書店店員。
- 梨音：最上望芽（電波組.inc）（香港配音：陳皓宜）

高畑的女友。曾擔任讀者模特兒。
- 沙羅：武田梨奈（香港配音：廖杏茵）

心在體育大學柔道部時期的隊友兼室友。
- 丘沙：富山惠理子（香港配音：林芷筠）

心在體育大學柔道部時期的隊友兼室友。個性開朗。
- 野呂大輔：前山田健一（Hyadain）（香港配音：麥皓豐）

知名的裝幀設計師。負責設計大塚蹴人初次發行的《KICKS》單行本封面。劇中作品《KICKS》的裝幀實際上由關善之（VOLARE）親自設計製作。
- 謎樣的老爺爺[25]：火野正平（香港配音：譚炳文）

改變久慈社長一生的迷樣人物。
- 作家[25]：安齋肇

久慈社長及興都館的文藝編輯部極力爭取的作家。
- 茅崎優愛：瀧口光（drop）

當紅女星。除擔任電影《少女的法則》女主角外，也是漫畫雜誌《Vibes》及單行本《少女的法則》的封面人物。

### 製作
- 原作：松田奈緒子
- 特別協力：小學館
- 劇本：野木亞紀子
- 音樂：河野伸
- 主題歌：UNICORN「エコー」（回聲）（Ki/oon Music）[26]
- 漫畫顧問：大坪萬記、泉二健人
- 漫畫協助創作：留守Key、野原福、日向未夢、星丸大地、痛丘幸子、三嶋磯
- 編輯顧問：Moss CO., LTD.、ANDG CO., LTD.
- 編審：磯山晶、中井芳彥、今井夏木
- 製作人：那須田淳（TBS）、東仲惠吾（TBS）、八尾香澄（C&I Entertainment）
- 導演：土井裕泰、福田亮介、塚原亞由子
- 製作出品：TBS

### 劇中作
劇中漫畫皆由現役漫畫家繪製。
| 作品名稱                          | 作畫者                                                    | 漫畫家姓名 （演員）                      |
| --------------------------------- | --------------------------------------------------------- | ---------------------------------------- |
| （猛龍急流）                      | 結城正美                                                  | 三藏山龍 （小日向文世）                  |
| （蒲公英鐵路）                    | 村上崇                                                    | 八丹一雄 （前野朋哉）                    |
| （黃昏孟買）                      | 乘附雅春                                                  | 成田梅隆 （要潤）                        |
| （妖角公主）                      | 河合克敏                                                  | 高畑一寸 （瀧藤賢一）                    |
| （東方賢者西洋鎗）                | 白川蟻                                                    | 東江絹 （高月彩良）                      |
| （紅色氣息）                      | 松田奈緒子 大坪萬記                                       | 古館市之進 （佐川真勝）                  |
| （丕俘遷移）                      | 松田奈緒子（作者持有的原稿） 日向未夢（出版社持有的原稿） | 中田伯 （永山絢斗）                      |
| KICKS                             | 田中基之                                                  | 大塚蹴人 （中川大志）                    |
| （少女的法則）                    | 白川蟻                                                    | 原作：根本明吾 漫畫：東江絹 （高月彩良） |
| （向時光機許願）                  | 藤子不二雄A                                               | 牛露田獏 （康水原）                      |
| （百萬少女聖經）、 （聲音的禮節） | 育江綾                                                    | 山縣留羽 （內田淳子）                    |

### 播出集數
- 收視率最高值以紅色表示，收視率最低值以蓝色表示。

| 第1集                                                   | 4月12日 | 描繪夢想的感人故事是最暢銷的！淚水與勇氣不斷湧現的新人編輯奮鬥史 | 土井裕泰   | 9.2% |
| 第2集                                                   | 4月19日 | 這是我的工作！零存在感的員工真的有在認真做好營業部的業務工作！   | 土井裕泰   | 7.1% |
| 第3集                                                   | 4月26日 | 天才VS新人編輯！守護著老師對自己的信任                           | 福田亮介   | 7.9% |
| 第4話                                                   | 5月3日  | 目標是找出金雞蛋！向不起眼新人發出挑戰書                         | 福田亮介   | 9.1% |
| 第5集                                                   | 5月10日 | 能夠掌握命運！總是出錯的不起眼新人出道了                         | 土井裕泰   | 7.3% |
| 第6集                                                   | 5月17日 | 能夠持續獲勝的工作法… 不起眼新人的秘密是？                       | 塚原亞由子 | 7.0% |
| 第7集                                                   | 5月24日 | 天才VS凡人… 想得到漫畫之神的關愛！                               | 塚原亞由子 | 6.8% |
| 第8集                                                   | 5月31日 | 惡鬼般的總編輯流下男兒淚！找回14歲時的笑容！                     | 土井裕泰   | 7.8% |
| 第9集                                                   | 6月7日  | 我喜歡你 突如其來的戀愛告白… 初次的連載成功了嗎？                | 福田亮介   | 8.8% |
| 完結篇                                                  | 6月14日 | 我不會忘記的！心動的瞬間…                                        | 土井裕泰   | 8.9% |
| 平均收視率 8.0%（收視率由Video Research於關東地區統計） |         |                                                                  |            |      |

## 獎項
- 2016年東京國際戲劇節獎
  - 劇本賞（野木亞紀子）
  - 導演賞（土井裕泰）

- 第89回日劇學院賞
  - 最優秀作品賞第3
  - 主演女優賞第1（黑木華）
  - 劇本賞第2（野木亞紀子）
  - 導演賞第2（土井裕泰）

- 第4回「CONFiDENCE日劇」大獎
  - 作品賞

- 2016「CONFiDENCE日劇」大獎 年間大賞 
  - 劇本賞（野木亞紀子）

## 外部連結
- 連續劇版官方網站－TBS （页面存档备份，存于）
- 漫畫版官方網站－小學館 （页面存档备份，存于）
- 官方網站－公視3台 （页面存档备份，存于）
- 漫畫出版小姐官方網站－緯來日本台 （页面存档备份，存于）

| TBS 週二連續劇                                     | TBS 週二連續劇                                 | TBS 週二連續劇 |
| -------------------------------------------------- | ---------------------------------------------- | -------------- |
|                                                    | 重版出来! （2016年4月12日 - 6月14日）          |                |
| 請和這個沒用的我談戀愛 （2016年1月12日 - 3月15日） | 毫不保留的愛 （2016年7月12日 - 2016年9月20日） |                |

| 香港 無綫網絡電視日劇台 星期五 13:30 - 14:30 | 香港 無綫網絡電視日劇台 星期五 13:30 - 14:30 | 香港 無綫網絡電視日劇台 星期五 13:30 - 14:30 |
| -------------------------------------------- | -------------------------------------------- | -------------------------------------------- |
|                                              | （2016.7.1 - 2016.9.2）                      |                                              |
| 金錢天使 （2016.4.10 - 2016.6.24）           | 神之舌 （2016.9.9 - 2016.11.11）             |                                              |

| 台灣 公視3台 星期一至五 國際換日線 22:00 - 23:00 | 台灣 公視3台 星期一至五 國際換日線 22:00 - 23:00 | 台灣 公視3台 星期一至五 國際換日線 22:00 - 23:00 |
| ------------------------------------------------ | ------------------------------------------------ | ------------------------------------------------ |
|                                                  | （2017.5.1 - 2017.5.12）                         |                                                  |
| 廚神之路2                                        | 重返犯罪現場（第13季）                           |                                                  |

| 台灣 緯來日本台 星期一至五 21:00 - 22:00 | 台灣 緯來日本台 星期一至五 21:00 - 22:00 | 台灣 緯來日本台 星期一至五 21:00 - 22:00 |
| ---------------------------------------- | ---------------------------------------- | ---------------------------------------- |
|                                          | 漫畫出版小姐 （2020.07.07 - 2020.07.20） |                                          |
| —                                        | —                                        |                                          |

| 臺灣 緯來日本台 每週一至五 21:00~22:00        | 臺灣 緯來日本台 每週一至五 21:00~22:00                 | 臺灣 緯來日本台 每週一至五 21:00~22:00 |
| --------------------------------------------- | ------------------------------------------------------ | -------------------------------------- |
|                                               | 漫畫出版小姐（重播） （2021年8月30日－2021年9月10日）  |                                        |
| 名偵探神助理 （2021年8月16日－2021年8月27日） | 熟男還不結婚（重播） （2021年9月13日－2021年10月15日） |                                        |